# Кључна питања развојне психологије
Упркос великој разноврсности у раду развојних психолога и разноврсности међу теоријама које воде њихова истраживања, постоји заједничко интересовање за три основна питања:
1. Континуитет. У којој мери развој одликују континуиране промене, односно у којој мери развој подразумева дисконтинуитет који доводи до јављања нових облика и процеса промене?
2. Извори развоја. Да ли је развој првенствено вођен генетским програмом који је закључан у ћелијама тела, или је спољна средина сила која производи промене?
3. Индивидуалне разлике. Нема два људска бића која су потпуно иста. Како код људи настају стабилне карактеристике које их разликују од свих других људи?

Међу психолозима постоје велике и бројне разлике у вези са одговорима на ова питања. Различите претпоставке о континуитету, изворима развоја и индивидуалним разликама доводе до супротстављених теоријских система који трагају за свеобухватним објашњењем развојних процеса.

## Континуитет
Пошто се појам континуитета примењује на донекле различите појаве и постоји неколико области истраживања и питања. Колико су људски ментални капацитети и емоције слични онима других врста? Да ли је процес индивидуалног развоја постепена акумулација малих, квантитативних промена, или током одрастања пролазимо кроз низ квалитативних трансформација? На крају, да ли током живота постоје периоди када се одређене промене морају јавити да би се развој нормално наставио? Да ли су људска бића другачија? Вековима људи расправљају у којој мери се људи разликују од других створења и, у вези са тим питањем, да ли су подложни истим природним законима као и сви други облици живота. Ова питања односе се на филогенезу – еволуциону историју врста. Питање континуитета и дисконтинуитета између људи и других врста важно је јер обликује закључке о законима који управљају људским развојем. У оној мери у којој је однос Хомо сапијенса са другим врстама континуиран, изучавање других животиња може дати податке о људском развоју. У мери у којој су људска бића другачија, налази истраживања о развоју других врста могу бити погрешни када се примене на људе.

### Еволуционо становиште
Када је Чарлс Дарвин (1809-1882) објавио Порекло врста, идеја еволуције већ је била широко распрострањена. Дарвиново достигнуће је у томе што је убедио већи део западног, научног света, а касније и других људи, да „небројене врсте, родови и породице које настањују свет, све потичу, унутар својих класа или група, од заједничких предака, и све су биле модификоване током развоја“. Дарвин је чврсто веровао у континуитет међу врстама. Он је еволуцију видео као спор, стабилан процес акумулиране промене. Како је он формулисао, разлика између Хомо сапијенса и најближих сродника је „у степену, а не у врсти“. Док модерни еволуциони теоретичари прихватају Дарвинове тврдње да је порекло нових врста природан процес, многи од њих одбацују идеју да је еволуција постепена и континуирана. Они тврде да су, у релативно изолованим срединама, нове врсте настајале нагло и да су биле способне да преживе нагле срединске промене које су уништиле врсте од којих су оне настале. Стивен Голд, предводник теорије дисконтинуиране еволуције, пореди процес еволуционе промене са кључањем воде:
| „ | Промена се јавља у великим скоковима, након споре акумулације притисака којима се систем одупире док не достигне тачку пуцања. Загрејте воду и она ће, на крају, прокључати. | ” |

Да би проверили Дарвинову тезу да су врсте настале постепено и континуирано, као део природног реда, научници су трагали за доказима о еволуционим везама – прелазним облицима који људе повезују са другим облицима живота – и поредили људски генетски запис и понашање са другим организмима. У прилог тврдњи о континуитету између људи и других животиња, утврђено је да деле чак 98 процената генетског материјала са шимпанзама. Међутим, такође је јасно да постоји и нешто другачије у вези са обрасцем карактеристика наше врсте. Једна карактеристика Хомо сапијенса која је другачија, јесте чињеница да се људи развијају у средини која је обликована небројеним ранијим генерацијама људи у борби за опстанак. Ова специфична средина састоји се од производа (као што су оруђе и одећа), знања како да створе и користе те производе, веровања о свету и од вредности (идеја о томе шта је вредно), што, све заједно, усмерава интеракције одраслих са физичким светом, њихове међусобне интеракције и однос са децом. Антрополози називају ову акумулацију производа, знања, веровања и вредности „културом“. То је део средине створен „људском руком“ који нас дочека на рођењу и „начин живота“ који људи усвајају из заједнице.
Кључна особеност културе јесте њено преношење с генерације на генерацију, путем језика. Према томе, није изненађујуће што је, још од давнина, језик предложен као дистинктивна карактеристика наше врсте. У седамнаестом веку, филозоф Рене Декарт изнео је традиционално схватање:
| „ | Језик је, у ствари, једини сигуран знак скривених мисли у телу; сви људи га користе, чак и они глупи или поремећени, они којима недостаје језик или гласовни органи, али ниједна животиња га не користи, и због тога је прихватљиво узети језик као стварну разлику између човека и звери. | ” |

Чак и Дарвин, који је чврсто веровао у континуитет врста, слаже се да различитост, у оној мери у којој је Хомо сапијенс различит, јесте резултат способности да људи комуницирају путем језика. У скорије време, научници су показали да се зачеци културе и понашања сличног језику могу наћи код шимпанза и других примата. Ипак, људска култура је квалитативно значајнија од осталих.

### Континуиран индивидуални развој
Друго велико питање о континуитету односи се на онтогенезу – развој индивидуалног организма током живота. По правилу, психолози који верују да је развој првенствено континуиран процес - постепена акумулација малих промена, наглашавају квантитативне промене, као што је повећање речника; док они који посматрају развој као процес обележен наглим, дисконтинуираним променама, наглашавају јављање квалитативно нових образаца у развоју, као што је промена од пузања ка ходању. О овим квалитативно новим обрасцима развоја обично се говори као о стадијумима.
Психолози који користе појам стадијума настоје да одреде шта мисле под стадијумом и како су психолошки процеси, за које верују да разликују одређене стадијуме, повезани са понашањем карактеристичним за сваки стадијум. Флејвел истиче да су четири критеријума кључна за појам развојног стадијума:
1. Стадијуми развоја се разликују на основу промена које су квалитативне. Када се од адолесцента тражи да запамти низ речи он не само да запамти више речи од осмогодишњака, већ памти другачије, групишући речи према прихваћеним категоријама и примењујући истанчане стратегије памћења.
2. Прелазак са једног на други стадијум обележен је променама у већини, ако не у свим, аспектима понашања детета. На пример, деца узраста око две године не само да почињу да праве граматички исправне реченице, она почињу и да причају о себи као засебној особи и почињу да користе објекте као репрезенте других објеката у својој игри.
3. Промена из једног стадијума у други је нагла. На пример, физички развој у детињству одликује релативно спор раст праћен наглим повећањем висине и величине почетком пубертета.
4. Бројне физичке и понашајне промене, које означавају појаву стадијума, обликују кохерентан образац. На пример, нови облици мишљења који се јављају током средњег детињства (у просеку од 6. до 12. године) блиско су повезани са новим облицима социјалне интеракције који се јављају у исто време.

У мери у којој је развој обележен дисконтинуираним, квалитативним променама, начин на који дете доживљава свет и начин на који свет утиче на дете мења се током дететовог развоја, од једног стадијума до другог. Укратко, мења се и сам процес промене. На пример, новорођенчад су посебно осетљива на звуке језика, али не разумеју шта се говори. Када почну да разумеју и сама да продукују говор, из темеља се мења начин на који упознају свет око себе, као и начин на који се други односе према њима. Дисконтинуитет који прати појаву дететовог активног учествовања у разговору означава границу између периода одојчета и раног детињства. Кеган тврди да „свака животна фаза има специфичне захтеве, па је свака фаза праћена специфичним низом квалитета“. Кеган верује да је дисконтинуитет између суседних животних периода тако истакнут, да неки делови наше прошлости „бивају инхибирани или одбачени“. Ово строго становиште о развојним дисконтинуитетима подразумава да рани развојни проблеми не воде нужно до каснијих развојних проблема; заправо, сваки нови стадијум пружа нове могућности.
Неки психолози негирају да је појам стадијума кључан за разумевање развоја. На пример, Алберт Бандура сматра да је механизам којим се уче нова понашања исти на свим узрастима, па постоји одређени континуитет у процесу развојне промене. Према овом  становишту, дисконтинуитет у развоју је релативно ретка појава која прати нагле измене у „социјалном учењу и другим биолошким или срединским варијаблама“. Сиглер, психолог који се специјализовао у изучавању развоја дечијег мишљења, износи сличну тврдњу: „Дечије мишљење се мења континуирано и изгледа да је већина промена постепена, пре него изненадна.“.
Током већег дела двадесетог века теоретичари стадијума развоја били су бројнији и утицајнији од теоретичара континуитета. Ипак, теоретичари стадијума суочени су са разноврсним чињеницама које крше један или више критеријума развојних стадијума које је предложио Флејвел. Један проблем за модерне теоретичаре стадијума јесте чињеница да процена на ком је стадијуму дете често варира од једне ситуације до друге. На пример, 4-годишњаци често имају проблем у заузимању туђе перспективе, али, када разговарају са 2-годишњацима, они знају да на одговарајући начин поједноставе свој говор. Деца на узрасту од 4 године обично превиђају потребе своје браће или сестара, али ипак често постају брижна када је млађе дете узнемирено. Овакво истовремено јављање понашања која би требало да се јављају на различитим стадијумима чини се неспојивим са идејом да стадијуми репрезентују опште структуре психолошког устројства индивидуе.
Као што је Сиглер истакао, да ли ћемо се усмерити на постепене или нагле промене делимично зависи и од временске скале коју прихватимо. Када поредимо 3-годишњака са 7-годишњаком тешко је избећи утисак опште, квалитативне разлике. Али, када се посматра 3-годишњака током дужег периода, стари и нови облици понашања су толико међусобно испреплетани и у великој мери зависе од задатка и активности у које је дете укључено, да промена може бити толико постепена да ју је скоро немогуће приметити.

### Критични периоди
Још једно питање у вези са континуитетом индивидуалног развоја јесте постоје ли или не постоје критични периоди развоја – периоди у развоју организма током којих се морају појавити посебни средински или биолошки услови да би се развој нормално наставио. Постојање критичних периода са сигурношћу је утврђено код неких животиња, као и за неке аспекте физичког развоја људи. На пример, ако новофромиране гонаде (полне жлезде) људског ембриона не произведу мушке хормоне око 7 недеља након зачећа развиће се женски полни органи, чак и код ембриона са генима за мушкарца. Најјачи докази за критични период у психолошком развоју људи долазе из изучавања развоја језика. Деца која, из било ког разлога, нису била у довољној мери изложена језику до 6. или 7. године, можда никада неће усвојити језик.

## Питања о изворима развоја
Друга велика тема која привлачи пажњу развојних психолога јесте облик интеракције биолошких фактора, вођених генима, и срединских фактора у људском развоју. Током већег дела двадесетог века, овај проблем постављен је у облику избора између „наслеђа“ и „одгоја“. Наслеђе се односи на урођене, биолошке капацитете индивидуе; одгој се односи на утицаје социјалне средине на индивидуу, посебно утицај породице и заједнице. Велики део аргументације о Виктору, Дивљем дечаку из Авејрона, у суштини је био о наслеђу и одгоју: Да ли је Виктор био неспособан за говор и друга понашања нормална за дечака његовог узраста, због дефектне биолошке обдарености (наслеђа), или због неадекватног одгоја?
Веровања о релативном доприносу наслеђа и средине развоју, имају далекосежне ефекте на начин на који се друштво односи према деци. На пример, ако се претпоставља да девојчице, по природи, немају интересовања за математику и науку, оне неће ни бити подстицане да постану научници или математичари. Ако се, са друге стране, претпоставља да је таленат за математику и науку, већим делом, резултат деловања средине, друштво може подједнако обучавати девојчице и дечаке овим активностима. Савремени психолози наглашавају да не можемо адекватно описати развој узимајући само наслеђе или средину изоловано, јер организам и његова средина чине јединствен животни процес. Ипак, уобичајена је пракса изучавања живих система раздвајањем одредивих утицаја и њиховом независном анализом. Онда, проблем је двострук:  
- одредити релативан допринос наслеђа и одгоја различитим врстама понашања
- и открити у каквом су међудејству наслеђе и одгој при обликовању развоја детета

### Биолошко-матурационистички приступ
Кључна тврдња биолошко-матурационистичког оквира јесте да је основни след промена које карактеришу развој ендоген; тј. промене долазе из унутрашњости организма, као последица његовог биолошког наслеђа. Основни узрок развоја је матурација – генетски одређен образац промена који се јавља са узрастом јединки, од њиховог незрелог почетка при зачећу, до зрелог доба. Психолози који су усвојили биолошко-матурационистички оквир верују да је психолошки развој напредак кроз стадијуме који прате (и узрокују) промене у стадијумима у биолошкој структури организма.
Секундарну улогу средине у обликовању основног тока развојне промене, из угла биолошко-матурационистичког становишта, врло јасно је изразио Арнолд Гезел, један од најутицајнијих развојних психолога с почетка двадесетог века:
| „ | Средина... одређује прилику, интензитет и повезаност многих аспеката понашања, али не подстиче основне напретке у развоју понашања. Они су одређени наслеђеним механизмима сазревања. | ” |

Други значајан матурациониста био је Сигмунд Фројд, и његовет еорије формирања личности и менталних поремећаја имале су огроман утицај на савремене идеје о људској природи. Фројдово, добро познато, уверење да је сексуални нагон примарни мотив људског понашања сврстава га међу теоретичаре биолошко-матурационистичког приступа. Међутим, када је разматрао процесе индивидуалног развоја, Фројд је, као и Гезел, приписао одређену улогу и средини. „Конституциони фактор“, писао је, „мора чекати на одређено искуство пре него што може да се испољи“. Другим речима, основни људски нагони су биолошки детерминисани, али социјална средина усмерава начине на које ће ови нагони бити задовољени, обликујући индивидуалне личности, на тај начин.
Биолошко-матурационистички теоретичари нису били популарни средином века, али су последњих деценија поново добили значајну пажњу. Савремене студије стицања језика добар су пример који указује да средина има само улогу „окидача“ у остваривању лингвистичког потенцијала; способност употребе језика сазрева одређеном брзином и наслеђују је сва људска бића. Поред тога, показано је да аспекти личности и интелигенције имају значајну наследну компоненту, а неколико основних интелектуалних способности присутно је од, или скоро од самог рођења, указујући да иницијално не зависе од интеракције са постнаталном средином.

### Приступ теорија социјалног учења
Према перспективи теорија социјалног учења, биолошки фактори пружају основу за развој, али главни извори развојних промена су претежно егзогени, тј. долазе из средине, посебно од одраслих који награђују и кажњавају дететове напоре. Основни механизам развоја, према овом приступу, јесте учење – процес којим је понашање једног организма модификовано искуством. Џон Вотсон, један од раних теоретичара бихејвиоризма, дао је једну екстремну тврдњу овог становишта:
| „ | Дајте ми десетак здравих беба, добро формираних, и мој засебни свет да их одгојим и гарантујем да ће, било коју да случајно одаберем и обучим је, постати било која врста специјалисте – доктор, правник, уметник, шеф продаје, и чак и просјак или лопов, без обзира на њене таленте, склоности, тенденције, способности, позив и расу њених предака. | ” |

Савремени психолози који су усвојили перспективу теорија социјалног учења, не негирају више тако, у потпуности, биолошке разлике међу децом. Међутим, они верују да је средина, делујући кроз механизме учења, неупоредиво важнија за обликовање развоја. Као потпору свом становишту, они истичу податке да обогаћивање средине деце која су живела у изолацији, или која су одгајана у сиротиштима са мало интелектуалних подстицаја, драматично побољшава њихов каснији социјални и когнитивни развој; да неки облици васпитања унапређују способности деце и да телевизија може утицати на агресивно понашање.

### Универзално-конструктивистички приступ
Психолози који су усвојили универзалноконструктивистичко гледиште сматрају да наслеђе и средина имају једнаке и реципрочне улоге као извори развоја, па није прикладно приписивати већу важност било једном, било другом фактору. Водећи присталица овог становишта био је швајцарски развојни психолог, Жан Пијаже који је своју научну каријеру започео као биолог. Пијаже је посебну пажњу придавао процесима заједничким за биолошки развој свег органског живота, доста слично теоретичарима биолошкоматурационистичког приступа. „Ментални раст је неодвојив од физичког раста“, тврдио је; „сазревање нервног и ендокриног система, посебно, траје до шеснаесте године“. У исто време, Пијаже је, као и присталице теорија социјалног учења, веровао да улога средине у развоју далеко превазилази покретање урођених потенцијала детета:
На начин на који га је Пијаже схватао, универзално-конструктивистички приступ је приписивао деци значајнију улогу као активним конструкторима сопственог развоја, него што је то чинио биолошко-матурационистички, или приступ теорија социјалног учења. „Знање није копија реалности“, Пијаже је једном написао. Уместо тога, знање долази из модификовања и трансформисања света. Активним настојањима да овладају својом  средином, деца конструишу више нивое знања од елемената које пружају матурациони и средински услови. Овај конструктивни процес, како га је Пијаже замишљао, у основи је исти у свим људским групама (па се због тога и назива универзално-конструктивистичка перспектива). Поред тога, Пијаже и његови следбеници сматрали су да средина не делује на исти начин на свим узрастима. Утицаји средине зависе од тренутног развојног стадијума детета. Развој може бити убрзан или успорен варијацијама средине, али је основни след промена универзалан.
| „ | Људско биће је од рођења умешано у социјалну средину, која на њега утиче исто колико и физичка средина. Друштво, на неки начин, чак и више него физичка средина, мења саму структуру индивидуе... Сваки однос између јединки (две или више) буквално их модификује... | ” |

Савремени психолози који следе Пијажеову традицију изменили су, или допунили бројне његове идеје. Неки су се усмерили на његово објашњење зашто деца на датом стадијуму развоја решавају различите задатке на, наизглед, различитим нивоима (насупрот схватању о променама кроз стадијуме). Други настоје да превазиђу недостатке у његовој теорији који произилазе из чињенице да није проучавао биолошке доприносе когнитивном развоју. Неки, опет, настоје да јасније одреде улогу социјалне интеракције у процесу конструкције. Међутим, сви следе Пијажеа у прихватању уверења да биологија и средина играју реципрочне улоге, као извори развојних промена.

### Социо-културни приступ
Психолози који делују у оквиру три теоријска приступа описана до сада, претпостављају да развој произилази из интеракције фактора из два извора – филогенетског наслеђа и онтогенетске средине. Њихова неслагања односе се на релативну тежину коју треба приписивати овим изворима, и на облик интеракције ових фактора који доводи до развоја. Психолози који су усвојили социо-културни оквир, такође претпостављају да биолошки и искуствени фактори утичу једни на друге у развоју. Али, они се разликују од других приступа по томе што истичу да исти биолошки или средински фактори могу имати потпуно различите последице за развој, зависно до специфичног културно-историјског контекста у оквиру кога делују. Наглашавајући да начини на које људи организују своје активности зависе од искуства ранијих генерација које је пренето културом, присталице социо-културног становишта укључују и трећи извор развоја: историју дететове социјалне групе, у садашњости кристализоване у облику њене културе.
Култура се састоји од људских образаца живљења који су засновани на акумулираном искуству људи које је кодирано у језику и отелотворено у физичким рукотворинама, веровањима, вредностима, обичајима и активностима који се преносе са једне генерације на другу. Начин на који култура утиче на развој може се видети у развоју математичког разумевања. Облици математичког мишљења које ће деца развити не зависе само од њихове способности да савладају апстракције и напора одраслих да их науче математичким појмовима. Они, такође, зависе од математичког знања одраслих, које опет зависи од њиховог културног наслеђа и контекста у којима је математичко знање значајно. Дете које одраста међу Оксапминима на Новој Гвинеји има исте универзалне способности да овлада основнимпојмовима броја као и дете које одраста у Паризу или Питсбургу. Систем бројања који се користи у култури Оксапмина – бројање деловима тела – није довољан када деца морају да решавају аритметичке проблеме у школи и, касније, када уђу у економију новца; али, не представља никакав проблем за особу која решава задатке из свакодневног живота у традиционалној Оксапмин култури.
Бразилска деца-продавци, која одрастају у земљи у којој је модерна математика део националног културног наслеђа, али која не похађају школу, развијају значајне математичке вештине у контексту свакодневне куповине и продавања, али имају тешкоћа са истим проблемима ако су им представљени у школском облику. Многа америчка деца могу да реше одређене проблеме из физике који су збуњивали грчког филозофа Аристотела у старом веку. У сваком од ових случајева, култура је обликовала ток развоја уређујући одређену конфигурацију интеракције између биолошких и искуствених фактора. Социо-културно и  универзалноконструктивистичко гледиште слична су у неколико аспеката. Оба сматрају да особа у развоју пролази кроз дистинктивне промене на нивоу стадијума током развоја и оба наглашавају да је развој немогућ без активних напора индивидуе. Међутим, разликују се с обзиром на три важна аспекта. Прво социо-културна перспектива претпоставља да су и деца и њихови старатељи активни учесници у процесу развоја. Развој је у том смислу „ко-конструисан“. Друго, овај приступ предвиђа велику варијабилност у постигнућу, како људи прелазе са једне активности на другу. Треће, социокултурна перспектива је отворенија за схватање да след промена, па чак и постојање или непостојање одређеног стадијума развоја, зависи од културно-историјских услова живота појединца.
Универзално-конструктивистичка и социокултурна перспектива су довољно сличне да је, понекад, тешко сврстати неког теоретичара у један или други табор. На пример, Ерик Ериксон, Фројдов ученик чији рад заузима значајно место у каснијим поглављима, понекад је класификован као теоретичар универзалног-конструктивизма, јер је присталица гледишта да наслеђе утврђује основни след стадијума, док средина обликује развојне процесе у оквиру стадијума. Међутим, на основу података из многих култура, Ериксон је наглашавао да раније искуство друштва у коме су деца рођена, и које је саставни део његове културе, игра значајну улогу у развоју. У односу на ово схватање, његово становиште је блиско теоретичарима социокултурног приступа.

## Индивидуалне разлике
Када покушавамо да разумемо природу развоја, важно је узети у обзир два питања о индивидуалним разликама: 
- Шта индивидуе чини различитим једне од других? и
- У којој мери су индивидуалне карактеристике стабилне током времена?

Питање по чему се појединци међусобно разликују, заправо се односи на питање о изворима развоја: Да ли смо међусобно различити због нашег наслеђа или због наше средине? Ако је беба-Сем плачљива, да ли је то зато што је наследио тенденцију да буде лако узнемирен, или је на њега утицала анксиозност родитеља, или чињеница да је његова мајка током трудноће била зависна од кокаина? Ако беба-Џорџија има велики апетит, да ли је то зато што је наследила тенденцију ка гојазности, или зато што њена храна садржи велику количину шећера?
Моћне статистичке технике и генијалне методе сакупљања података користе се у напорима да се раздвоје основни извори индивидуалних варијација, али неслагања око теорија и чињеница остају. У оној мери у којој су индивидуалне разлике стабилне, оне пружају увид у то каква ће деца бити у будућности. Ако је Сем, као беба плачљив, вероватно ће бити осетљиво и лако раздражљиво дете. Ако беба-Џорџија има велики апетит, можда ће бити велика изелица као тинејџер. Постоји интуитивно прихватање схватања да неке од наших индивидуалних психолошких карактеристика остају непромењене током дужег временског периода, али научна демонстрација такве стабилности показала се проблематичном. 
Проблем је у томе што индикатори који су прикладни за мерење меморије или љубазности новорођенчета, нису прикладни и за мерење исте особине код осмогодишњег детета или тинејџера. Можда из тог разлога, многа истраживања нису успела да пруже подршку идеји о стабилним психолошким цртама. Међутим, усавршавање истраживачких техника током последњих деценија, омогућило је неким истраживачима да добију потврду да су индивидуалне разлике у психолошким карактеристикама стабилне. Постоје новији подаци да је велика вероватноћа да ће се деца која су стидљива и несигурна на узрасту од 21 месеца, на пример, на узрасту од 5½ година бити плашљива и повучена, а да ће бебе које се брзо навикавају на нове визуелне стимулусе (показатељ да брзо уче) имати добре резултате на тестовима менталног развоја 4 или 5 година касније.
Стабилност дечијих психолошких карактеристика током времена, зависи од стабилности њихове средине, поред стабилности карактеристика које се могу приписати њиховој генетској основи. Истраживања су показала да су деца која остају у сиротиштима са минималном негом, од рођења до адолесценције, летаргична и неинтелигентна. Она су, такође, под ризиком емоционалних и интелектуалних тешкоћа у одраслом добу. Али, ако се побољша средина у којој су ова деца– тј. ако им особље у сиротишту пружи додатну негу и стимулативну пажњу, или ако их усвоје брижне породице – њихово стање се значајно поправља и многа од њих постају интелектуално нормални одрасли људи.
Иако су присталице супротстављених приступа и теоријских оквира током целог двадесетог века покушавале да објасне развој, основна питања развојне психологије остала су без одговора. Не постоји ни слагање око јединственог „исправног“ приступа или теорије коју треба користити при покушајима да се на њих одговори. О савременој дисциплини развојне психологије корисно је мислити као о социјалном механизму за организовање научног истраживања. Она омогућава научницима са супротстављеним погледима да упореде своје белешке и уче међусобно из радова других, упркос различитим теоријама о специфичним појавама. Последична дискусија о теоријама и методама окружује сваки аспект овог научног поља – спроведена 18 посматрања, методе за повезивање чињеница и теорија и импликације чињеница и теорија на начине на које одгајамо нашу децу.